# قسم جهاد أباد الريفي (مقاطعة عنبر أباد)
قسم جهاد أباد الریفي (بالفارسية: دهستان جهادآباد) هو قسم ريفي يقع في إيران في الناحية المركزية لمقاطعة عنبر أباد التابعة لمحافظة كرمان. يقدر عدد سكانها بـ 16,891 نسمة .